# Ahaetulla pulverulenta
Espèce
Synonymes
- Dryinus pulverulentus Duméril, Bibron & Duméril, 1854
- Passerita purpurascens Günther, 1864

Statut de conservation UICN

 LC  : Préoccupation mineure
Ahaetulla pulverulenta  est une espèce de serpents de la famille des Colubridae.

## Répartition
Cette espèce se rencontre au Bangladesh, en Inde dans les Ghâts occidentaux, et au Sri Lanka.

## Description
Ahaetulla pulverulenta est ovovivipare. Elle se nourrit de lézards et autres vertébrés.

## Publication originale
- Duméril, Bibron & Duméril, 1854 : Erpétologie générale ou histoire naturelle complète des reptiles. Tome septième. Deuxième partie, p. 781-1536 (texte intégral).